# Андреев-Бурлак, Василий Николаевич
Василий Николаевич Андреев-Бурлак (настоящая фамилия Андреев; 1843—1888) — русский актёр, чтец и писатель.

## Жизнь и творчество

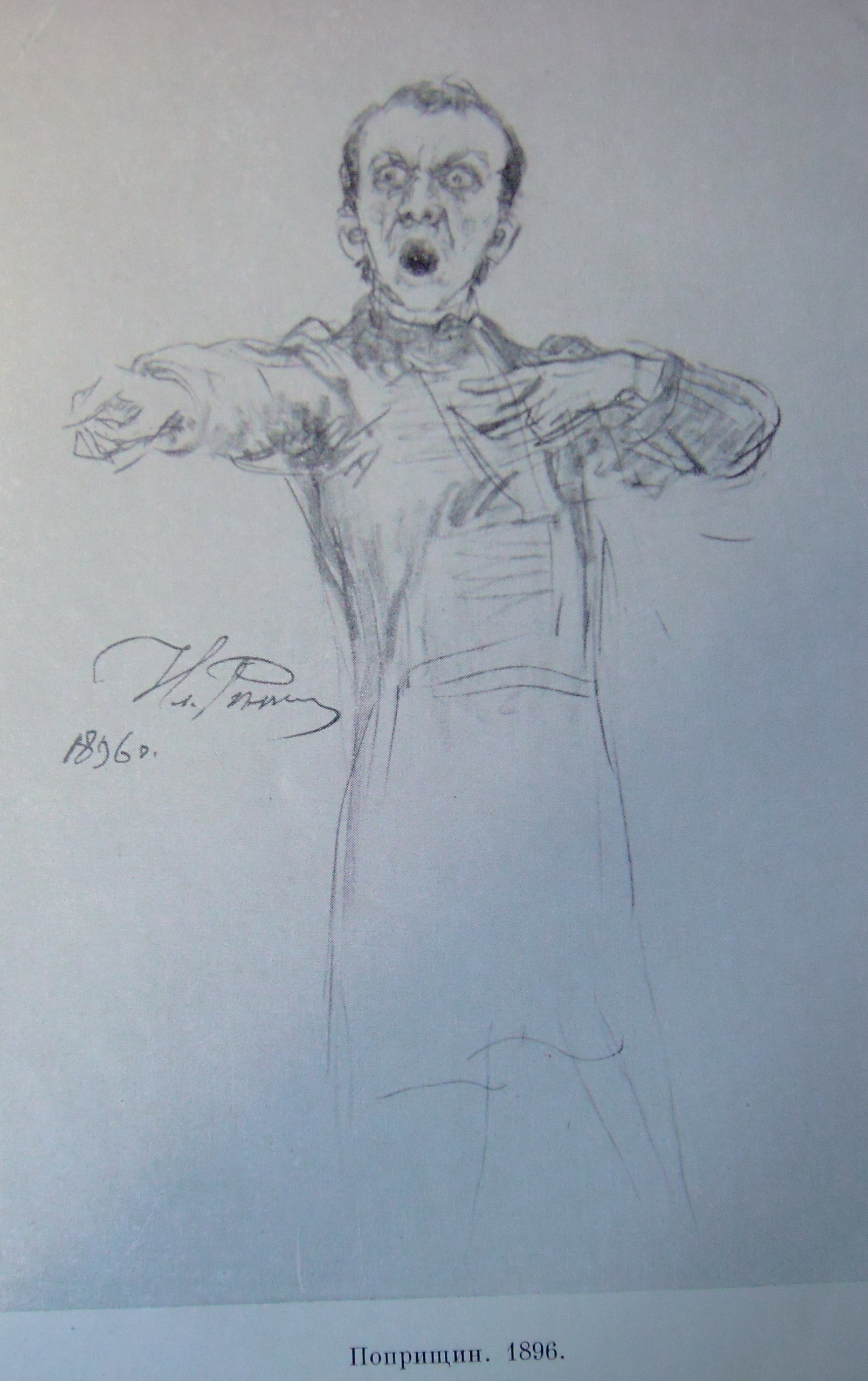
Репин И. Е. «Поприщин»

Родился 13 (1) ноября 1843 года в городе Симбирске (ныне Ульяновск) в дворянской семье.
Раннее детство провёл в имении Топорнино Сызранского уезда Симбирской губернии, ныне Николаевского района Ульяновской области. Первоначальное образование получил в Симбирской гимназии. Некоторое время был вольнослушателем Казанского университета. С 1863 г., оставив учёбу, служил в коммерческом флоте на Волге, сначала помощником капитана, затем капитаном на пароходе «Бурлак» (отсюда театральный псевдоним). Ещё гимназистом участвовал в любительских спектаклях, выступал в качестве чтеца на концертах. В Казани увлечение сценой окрепло и, проведя несколько навигаций на Волге, Андреев-Бурлак осенью 1867 г. в качестве профессионального артиста дебютировал в симбирском театре. Много странствовал по России, играл на различных сценах.
В начале своей творческой карьеры участвовал в любительских спектаклях. Несколько лет водил пароходы по Волге, что впоследствии нашло своё отражение в литературном творчестве Андреева-Бурлака («На Волге», Повести и рассказы. 1881).
В 1868 году становится профессиональным актёром, в 1870 году Андреев поступил в Ростове-на-Дону в труппу Григория Вальяно.
В 1880 году по инициативе В. Н. Андреева-Бурлака был открыт первый московский драматический театр («Пушкинский театр»), в 1883 году создаёт Русский драматический театр. В том же году вместе с актёром М. И. Писаревым организует «Первое товарищество русских актёров» (иначе «товарищество артистов Пушкинского театра»). Много ездил с гастролями по России, много выступал в обеих столицах (Санкт-Петербурге и Москве).
В. Н. Андреев-Бурлак начинал как комический актёр, затем играл и в драмах. Большую известность имел также как художественный чтец прозаических произведений (например, рассказ Мармеладова из «Преступления и наказания» Фёдора Достоевского, рассказа «Капитана Копейкина» Николая Гоголя и в особенности «Записок Сумасшедшего» последнего). Наряду с замечательным актёрским талантом, свободой мысли, большой страстью к импровизации и открытостью, обладал также страстью к горячительным напиткам.
На литературном поприще наиболее известны его волжские сцены, о которых критик А. М. Уманский отозвался как о «не лишённых наблюдательности». Сцены эти отличаются жизненностью и указывают на знание быта русского народа, приобретённое автором их ещё за время службы в этих местах.
Василий Николаевич Андреев-Бурлак скончался 10 мая 1888 года в городе Казани.
Один из ярких театральных образов Андреева-Бурлака вдохновил Илью Репина на картину «Поприщин».
Похоронен 10 мая 1888 года на Арском кладбище в г. Казань. 
координаты памятника: 
55.793224, 49.158412
https://yandex.ru/maps/?text=55.793224,49.158412&si=hu8erbk47jxnbab8cgfr646qb0

## Семья
Основателем симбирской ветви рода Андреевых, из которых вышел будущий актёр, был Ефим Фёдорович. В 1803 году, после 26 лет военных походов, вышел в отставку и получил чин статского советника, а затем — пост городничего Симбирска. В 1807 году он назначается на должность полицмейстера Симбирской губернии. И в 1808 году по именному указу Александра I за организацию полиции в губернии он награждается орденом Святой Анны II степени.
Семья была очень большая — пятеро сыновей и восемь дочерей. Первенец — Михаил, а за ним и Иван — стали офицерами, Сергей и Дмитрий, после окончания Казанского Университета, — юристом и врачом. Пятеро дочерей — вышли замуж за местных дворян, а трое — ушли в Спасский девичий монастырь.
Николай Ефимович, отец будущего актёра, после окончания гимназии в Казани, в 1835 году начал службу канцеляристом в симбирской удельной конторе. Впоследствии остановился в должности казначея комиссариатской комиссии — учреждения, занимавшегося поставками обмундирования и амуниции для армии и флота.
В браке с Софьей Васильевной Скурихиной в семье и появился 1(13) ноября 1843 года Василий, а следом в 1847 году — и его сестра Серафима.
Совсем ещё молодую маму актёр потерял в возрасте 8 лет (1851г), а в 1860-м потерял и отца. К 17 годам, оставшись сиротой, попадает под опеку мачехи и тётушек семьи Андреевых.

## Интересные факты

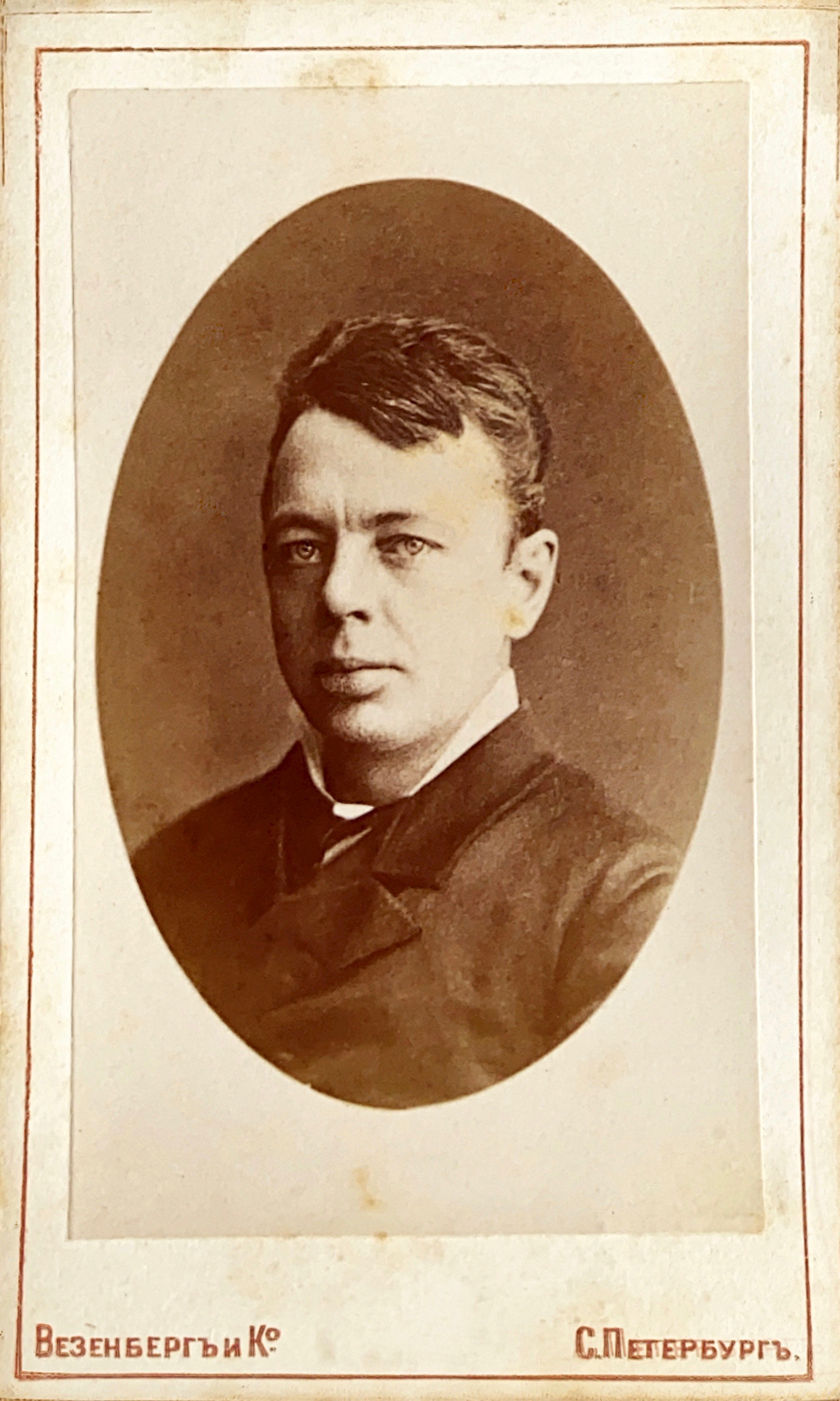
Личная фотокарточка, В. Н. Андреев Бурлак, 1880-е годы

1868 год — дебют в качестве актёра (Ростов на Дону).
1879 год — основание и организация первого частного русского драматического театра в Москве (в составе труппы А. А. Бренко) — «Пушкинский театр» Бренко.
1880 года, 6 июня — в качестве «депутата провинциальных актёров» присутствовал на торжественном открытии в Москве памятника Пушкину.
1880—1881 годы, совместно с М. И. Писаревым руководил Пушкинским театром, был там же главным режиссёром и администратором театра.
1883 год — постройка, полное техническое оснащение и организация обширного «Русского драматического театра Корша» в Газетном переулке, ныне Театр Наций.
1883 год — основание 1-го Товарищества московских драматических артистов, организация гастролей по Волге.
1883 год — издание Иллюстраций к Запискам сумасшедшего Н. В. Гоголя. В сотрудничестве с фотографом Константином Шапиро.
1884 год — организация вторых гастролей по Волге.
1886 год — первые лекции по драматическому искусству «Сцена и Жизнь».
1887 год — знакомство и творческое сотрудничество со Львом Николаевичем Толстым, Ильёй Ефимовичем Репиным в Ясной Поляне
1888, 10 мая, Казань — отпевание на Аркском кладбище, в процессии отпевания участвовал ещё совсем молодой Фёдор Иванович Шаляпин, ему было на тот момент 15 лет.
1973 год — восстановление памятника, Аркское кладбище, (по инициативе директора Казанского музея им. М.Горького, — Марии Николаевны Елизаровой).
— по текстам, смонтированным Василием Николаевичем из гоголевских «Записок сумасшедшего», исполняли роль Поприщина в дореволюционные времена многие актёры России, да и за рубежом.
— Лев Толстой восхищался простотой творчества Бурлака. Простота, неопровержимая правдивость, убедительность, сила этого художника произвели глубокое впечатление на юного Горького. Восхищённый выразительным чтением Бурлака, Репин написал его портрет в костюме и гриме сумасшедшего Поприщина («Записки сумасшедшего» Гоголя). Толстой, Горький, Репин… В школе русского реализма, прославленной творчеством этих гигантов, актёр Андреев-Бурлак занимал не последнее место.

## Цитаты, личностные оценки знавших его современников
Гиляровский Владимир Алексеевич из собственных сочинений:
«Великолепный актёр, блестящий рассказчик, талантливый писатель, добрый, жизнерадостный человек, он оставил яркий след в истории русского театра…»

«Мы оба бурлаки волжские. Я настоящий бурлак, лямочник, но во время службы в театре об этом никто, кроме него, не знал; только ему я открылся. Время было не то: после „первого марта“, когда мы служили, и заикаться об этом было рискованно. А он носил громкую фамилию „Бурлак“ открыто и прославил это красивое, могучее слово.»
Из экспромта поэта Минаева:
«Москва славна Тверскою.
Фискалом М. Н. К.
И нижнею губою

Актёра Бурлака.»
Максим Горький из воспоминаний о спектакле:
«С минуты, когда на сцене явился Андреев-Бурлак в образе Иудушки Головлёва, я совершенно забыл о театре и обо всём, кроме маленького старичка в халате, со свечой в дрожащей руке, с ядовитой улыбочкой на слюнявом лице…
Всё, что делал этот человек, было страшно просто, неопровержимо правдиво и убедительно. Его липкие слова, паучьи движения, его порабощающий, терпкий голосок и эти гнилые улыбочки, — весь он был до ужаса противен и казался непобедимым, точно Кащей Бессмертный.

Я пережил нечто неописуемое: хотелось бежать на сцену и убить это воплощение мерзости, я чуть не плакал от бешенства…»
А. А. Бренко из воспоминаний:
«Играл Бурлак всегда, что называется, нутром, те не на шутку волнуясь и отдаваясь этому волнению»
Критик В. В. Стасов из рецензии на спектакль Гоголя «Записки сумасшедшего»:
«Надобен огромный талант, чтобы выполнить на сцене гениальное создание Гоголя так, как это делает Андреев-Бурлак, — с той правдой, с той патетичностью, с тем бесконечным разнообразием нот, с тем комизмом движений, выражением лица и глаз…»
Лев Николаевич Толстой в воспоминания о встречах:
«Ах, как я любил рассказы актёра Андреева-Бурлака!.. Вот настоящий талант. Простота-то какая!»
Драматург Е. П. Карпова к 25-летию со дня смерти:
«Василий Николаевич Андреев-Бурлак достоин вечной памяти и глубочайшего уважения, как первоклассный учитель сцены, один из истинных созидателей театра, внёсший свою лепту в сохранение той линии преемственности мастерства, без которой драматическое искусство и существовать не может»

## Высказывания актёра про Сцену
«актёр даже не понимает, что он сам такое»
«Актёр должен уметь придать бесплотному образу, созданному поэтом, реальную форму, которая бы соответствовала характерным, душевным особенностям этого образа. В этом случае актёр является как бы самостоятельным деятелем и служит посредствующим звеном между поэтом и публикой. Драматическое искусство дополняет, толкует то или иное поэтическое произведение; оно переводит его на язык жизни, популяризует его… Сущность деятельности актёра сводится к умению представить живых людей и их страсти»
«Актёр не может произвольно изменить образ… Дело его — приискать этому образу реальную оболочку, одеть его в плоть»

«Раз чувство родилось, оно не пропадёт бесследно; оно при повторении роли явится вновь, рефлективно, помимо воли самого актёра»

## Избранные роли
- «Лес» А. Н. Островского — Аркашка Счастливцев
- «Записки сумасшедшего» Н. В. Гоголя — Поприщин
- «Преступление и наказание» Ф. М. Достоевского — Мармеладов
- «Ревизор» Н. В. Гоголя — Городничий
- «Господа Головлёвы» М. Е. Салтыкова-Щедрина — Иудушка Головлёв
- «Свадьба Кречинского» А. В. Сухово-Кобылина — Расплюев